# 噬神者2
《噬神者2》由Shift制作，南夢宮萬代发行的動作遊戲，是《噬神者》的续作。本作于2013年在日本发售，對應平台為PlayStation Portable和PlayStation Vita。资料片《噬神者2 狂怒解放》对应PlayStation Vita、PlayStation 4和Microsoft Windows平台，最初于2015年在日本发售，并在台港地区发行有繁体中文版，次年在欧美发行英文版。

## 玩法
本作追加了大量的新荒神和新地區以外，還新增了近接武器型態「噴射槌」「蓄力矛」、槍型態「霰彈槍」。另外各武器還存在著被說成必殺技的「血之技藝」，當玩家本人成長的時候就會進化。

## 剧情
描寫前作三年後的完全新作。

### 主要角色
神威弘（聲：宮坂俊藏、前田愛、赤羽根健治、神田朱未、菅沼久義、牛田裕子、岡本寬志、鈴木麻里子、平井啓二、鹿野優以、根本幸多、佐佐木愛、三浦祥朗、佐藤朱、庄司宇芽香、進藤尚美、小野坂昌也、金子有希、三上枝織、金本涼輔、野中藍、田中大文、川庄美雪、服卷浩司、鎌田梢、半田裕典、小松由佳、宮崎寬務）
即玩家，外型、聲音可以自由定義之。2074年加入芬里爾直屬分部的血之隊，與奈奈是同期生。
朱利烏斯‧維斯康提（聲：浪川大輔）
血之隊隊長，個性沉默寡言，但是對於隊友與朋友相當珍惜。與雪兒在瑞秋博士設立的兒童教養機構「木蘭羅盤」出身，在這期間被瑞秋博士發現是能夠適應P66偏食因子的奇蹟體質，倍受其呵護。
雪兒‧阿朗松（聲：能登麻美子）
家庭是軍人世家，因此對於戰技和作戰策略相當擅長，但是對於社交方面相當不擅長，任何事情用相當客觀的角度去看待。與主人公接觸後，了解不丟下任何隊友的作戰方式感覺到其暖意，間接喚醒血之力。對於子彈的事情相當熱誠，能夠滔滔不絕地談論。也出身於木蘭羅盤。
基爾伯特‧麥克連（聲：森川智之）
血之部隊當中最具實戰經驗的隊員，有著「抗命者」、「長官殺手基爾」的稱號，與其他神機使相處並不和睦，特別針對羅密歐的作戰方點指點，但是其實對羅密歐相當關心。過去在格拉斯哥時期，與凱特遭遇到紅色的卡利古拉（ルフス・カリギュラ），凱特遭受攻擊確定即將化為荒神之際，基爾作為介錯者將凱特殺死，在心中留下揮之不去的陰影，直到與主人公作戰中第二度遭遇將其擊敗，了結過去的陰影。
香月奈奈（聲：加藤英美里）
母親生前是神機使，因此奈奈出生即在體內具備了偏食因子。在母親死後曾因為血之力爆發，引來大批荒神使救援部隊全軍覆沒。之後被瑞秋收容進「木蘭羅盤」教養機構，把這件事情封印在心中。感受到血之部隊的友情和團結，成功制御血之力。喜歡做料理，特別是黑輪麵包，個人故事中常圍繞著料理製作。
羅密歐‧萊奧尼（聲：成瀨誠）
主人公與奈奈的前輩。隊中負責炒熱部隊和諧和熱鬧的氣氛，和極東支部第一分隊隊長藤木浩太興趣和個性相近，兩人交談相當和睦。葦原優乃的忠實粉絲，見面時大膽地與她握手。內心渴望能夠在隊中找到合適自己的地位，但無法知道如何去努力追求而苦惱，在脫離部隊的期間，在外圍區域到老夫婦，慢慢理解到自己的地位早已存在了。在紅之雨疏散市民的任務中，為了解救開導他的老夫婦而在紅之雨中與感應種馬爾杜克戰鬥，力竭而死，死前喚醒血之力，將附近的荒神驅離。